# Storuman (meer)
Storuman is een meer in het Zweedse landschap Lappland, provincie Västerbottens län. Het meer heeft een oppervlakte van bijna 171 km² en is tot 122 meter diep. De Ume älv stroomt erdoorheen.
Het meer is tevens waterreservoir voor de waterkrachtcentrales op deze rivier en heeft daartoe een regelbare hoogte, met een verschil tot 7 meter.
Het meer bestaat uit twee verschillende delen. Het 30 km lange noordwestelijke deel is smal en bochtig tussen steile berghellingen tot 500 meter hoog. Hier vindt men ook de diepere gedeelten tot 112 meter, bij een breedte van maximaal 500 meter. Het zuidoostelijk deel is tot 6 km breed en heeft relatief vlakke oevers en zandige schiereilanden.